# Johannes Wildt
Johannes Wildt (* 24. Februar 1945 in Witten) ist ein deutscher Professor für Hochschuldidaktik an der Technischen Universität Dortmund.

## Ausbildung
Von 1964 bis 1970 studierte Wildt an den Universitäten Innsbruck, Münster und Bielefeld Psychologie und Erziehungswissenschaft mit den Nebenfächern Philosophie und Soziologie. Er erwarb 1970 das Diplom im Fach Psychologie und wurde 1979 im Fach Erziehungswissenschaften promoviert. Von 1970 bis 1971 war er wissenschaftlicher Angestellter bei der Hochschul-Informations-System GmbH, Hannover. Anschließend war er bis 1974 wissenschaftlicher Assistent am Interdisziplinären Zentrum für Hochschuldidaktik der Universität Bielefeld. Von 1974 bis 1997 war er wissenschaftlicher Angestellter, Akademischer Rat und Oberrat am Interdisziplinären Zentrum für Hochschuldidaktik der Universität Bielefeld. Von 1997 bis 2012 war Wildt Hochschullehrer am Hochschuldidaktischen Zentrum der Technischen Universität Dortmund für allgemeine Hochschuldidaktik mit Schwerpunkt auf fachübergreifende Fragen der Lehrerbildung. Er war kooptiert als Hochschullehrer in den Fachbereichen Erziehungswissenschaft und Biologie der Technischen Universität Dortmund. Seine Lehrtätigkeit erstreckte sich auf die Bereiche Hochschuldidaktik und Erziehungswissenschaft (allgemeine Hochschuldidaktik, Lehrerbildung, fachübergreifendes Studieren, projekt- und problemorientiertes Lernen, hochschuldidaktische Fortbildung und Supervision). Er verbrachte mehrere Forschungsaufenthalte in den USA und in Nowgorod. Seit dem 1. April 2012 ist Wildt im Ruhestand.

## Projekte
- 1987–1989 Sozialverträgliche Technikgestaltung als Gegenstand der Hochschulausbildung, Ministerium für Arbeit, Gesundheit und Soziales
- 1989–1991 Sexualpädagogik als Thema der Hochschulausbildung, Ministerium für die Gleichstellung von Mann und Frau
- 1994–1996 Fachüberschreitendes Studieren, Deutsche Forschungsgemeinschaft
- 1993–1995 Entwicklung der Lehrerausbildung in Nowgorod, Stiftung Volkswagen-Stiftung
- 1992–1995 Integrierte Eingangsphase in die Primarstufenlehrerausbildung (IEP) an der Universität Bielefeld, Bund-Länder-Kommission
- 1996–1997 Forschen Lernen. Untersuchungen zu Graduiertenkollegs, Hans-Böckler-Stiftung
- seit 1999 berufsbegleitende Weiterbildung für hochschuldidaktische Moderation Ministerium für Schule, Weiterbildung und Wissenschaft

## Mitgliedschaften
- Kommission für Lehre an der Technischen Universität Dortmund
- Vorsitz der Kommission Schulpädagogik/Lehrerausbildung in der deutschen Gesellschaft für Erziehungswissenschaft
- ev. Landeskirche: Kommission zum Dienst der Kirche an den Hochschulen
- Vorstand der Arbeitsgemeinschaft für Hochschuldidaktik
- Kommissionen des Deutschen Gewerkschaftsbundes und der Gewerkschaft Erziehung und Wissenschaft
- Gemeinsame Kommission für die Studienreform des Landes NRW (bis 1997)

## Veröffentlichungen
- Fachübergreifende Schlüsselqualifikationen – Leitmotiv der Studienreform? In: Welbers, Ulrich (Hrsg.), Das integrierte Handlungskonzept Studienreform, Neuwied/Kriftel/Berlin, 1997, S. 198–213
- Brennpunkt: Lehrerbildung. Strukturwandel und Innovationen im europäischen Kontext (Hrsg. zus. mit M. Bayer und U. Carle), Opladen 1997, darin: Das Integrierte Eingangssemester Primarstufe (IEP) – Ein Modell für die Verbindung der Lernorte Hochschule und Schule?, 1997, S. 319–338
- Gesundheit in der Ausbildung von Lehrerinnen und Lehrern, zus. mit B. Wildt, in: B. Wildt (Hrsg.): Gesundheitsförderung in der Schule, Neuwied/Kriftel/Berlin, 1997, S. 208–226
- Lehrerbildung vor der Zerreißprobe – zwischen staatlichen Vorgaben, wissenschaftlicher Fachsystematik und professionellen Anforderungen, in: H.-H. Krüger u. J.-H. Olbertz (Hrsg.), Bildung zwischen Staat und Markt, Opladen, 1997, 439 u. 460
- Einleitung: Der Blick über den Tellerrand des eigenen Faches, zus. mit L. Huber u. J.-H. Olbertz, hersg. von R. Niketta und S. Lüpsen, Weinheim, 1998, S. 3–34 darin auch: Empfehlungen zur Förderung Fachübergreifenden Studierens, S. 373–380
- Forschen Lernen zus. mit: M. Hein und G. Hovestadt, Düsseldorf, 1998

## Ehrungen
- Am 6. Dezember 2000 wurde Wildt von der Universität Nowgorod der Ehrendoktor verliehen.
- Am 24. Juni 2003 erhielt er von der Hochschulrektorenkonferenz den Preis für „Herausragende Leistungen in der internationalen Hochschulzusammenarbeit“

## Johannes-Wildt-Nachwuchspreis für hochschuldidaktische Forschung
Die Deutsche Gesellschaft für Hochschuldidaktik (dghd) verleiht im Rahmen ihrer Jahrestagungen seit 2014  den „Johannes-Wildt-Nachwuchspreis für hochschuldidaktische Forschung“. Der Preis wird zu gleichen Teilen von Prof. Dr. Dr. h. c. Johannes Wildt, langjährigem Leiter des Hochschuldidaktischen Zentrums der TU Dortmund, und der dghd gestiftet. Bewerben kann sich  jeder, der sich in seiner Abschlussarbeit (Dissertation, Masterarbeit etc.) mit Fragen der hochschuldidaktischen Hochschul- und Bildungsforschung befasst hat.